# Jefe de redacción

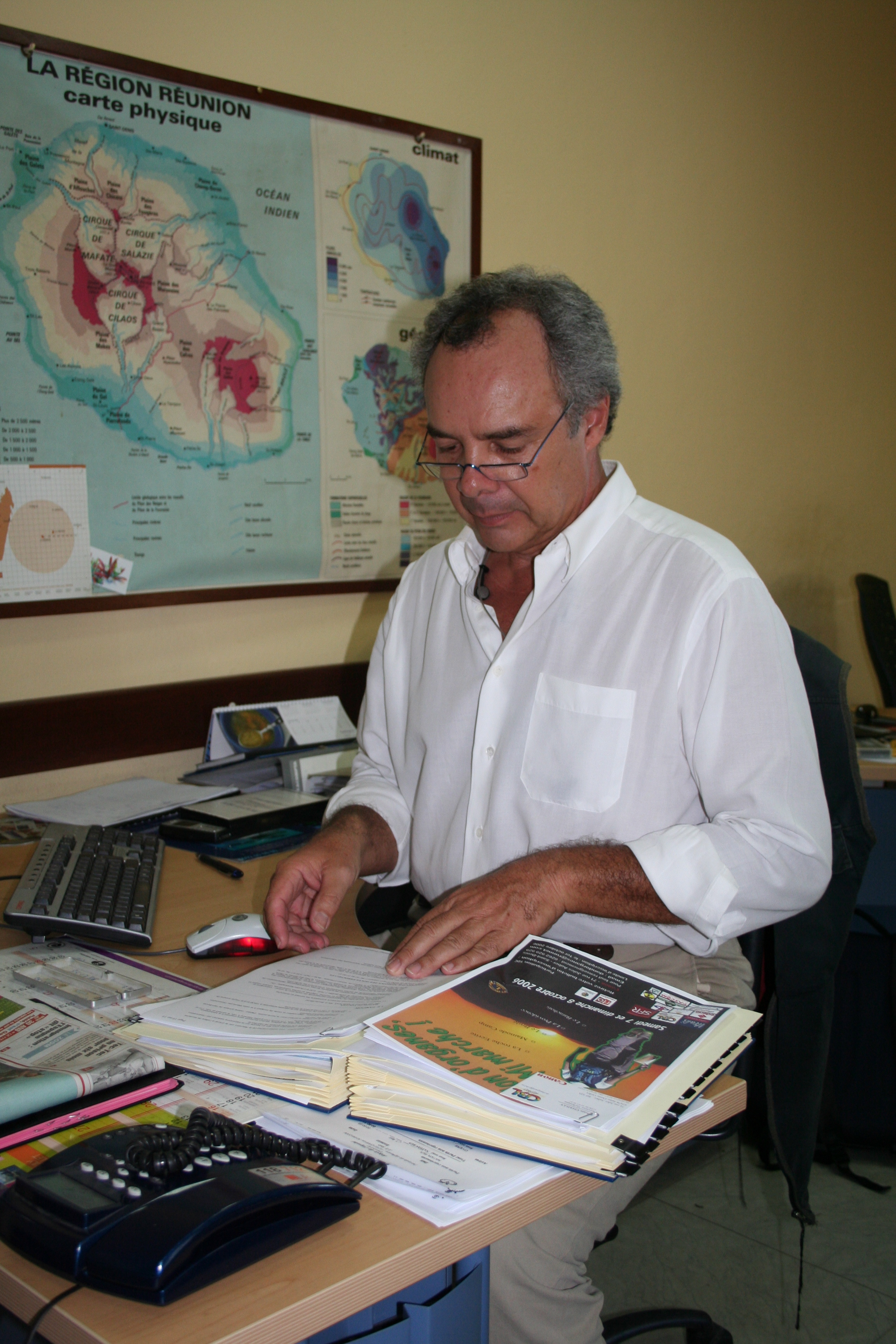
Redactor jefe de los telediarios de 'Télé Réunion'.

El jefe de redacción o redactor jefe (cuyas formas femeninas son jefa de redacción y redactora jefe o redactora jefa) es la principal persona responsable del equipo de redacción de una publicación (periódico, revista, programa informativo, etc.).
Por influencia del inglés editor-in-chief, muchos hispanohablantes utilizan términos como «editor en jefe», «editor jefe», «redactor en jefe», etc. Sin embargo, en el uso correcto del español, el uso del término editor no es aquí aplicable, como tampoco lo es el uso de la preposición en (en inglés: editor-in-chief, o en francés: rédacteur en chef).

## Atribuciones y responsabilidades
Con la responsabilidad final de los contenidos de la publicación, tiene autoridad sobre cada palabra publicada en la misma. En general, el redactor jefe tiene derecho, por ejemplo, a modificar los textos de los colaboradores de la publicación de la que es responsable e incluso a rechazar publicarlos en su totalidad si él lo estima oportuno. El término se aplica generalmente a periódicos, revistas, anuarios y programas de noticias de televisión. Se aplica también a las revistas académicas donde, en última instancia, decide si un manuscrito será publicado (en forma de artículo o de cualquier otra forma de texto). En este caso, el del medio académico, suele tener la obligación de solicitar la opinión de los miembros del equipo de redacción que, por otra parte, suelen ser elegidos por él mismo sobre la base de sus respectivas experiencias.